# Danh sách câu lạc bộ bóng đá ở Cameroon
Đây là danh sách các câu lạc bộ bóng đá ở Cameroon.
Về danh sách đầy đủ, xem Thể loại:Câu lạc bộ bóng đá Cameroon

## A
- Aigle Royal Menoua
- AS Lausanne de Yaoundé
- AS Matelots

## B
- Bamboutos FC
- Bamenda FC

## C
- Caïman Douala
- Canon Yaoundé
- Coton Sport FC de Garoua

## D
- Danay FC
- Diamant Yaoundé
- Douala Athletic Club
- Dynamo de Douala

## E
- Espérance Guider

## F
- FC Inter Lion Ngoma
- Fédéral Sporting FC du Noun
- Fovu Baham
- Foudre Sportive d'Akonolinga
- Foundation Rapheal Foe FC

## I
- Impôts FC

## K
- Kadji Sports Academy
- Kumbo Strikers FC

## M
- Mount Cameroon F.C.

## N
- New Star de Douala
- Njala Quan Sports Academy

## O
- Olympic Mvolyé
- Oryx Douala

## P
- Panthère du Ndé
- PWD Bamenda

## R
- Racing Club Bafoussam
- Renaissance FC de Ngoumou

## S
- Sable FC
- Sahel FC

## T
- Tiko United
- Tonnerre Yaoundé

## U
- Union Douala
- Unisport Bafang
- Université FC de Ngaoundéré

Tổng cộng có 28 câu lạc bộ tham gia ở hạng đấu của hệ thống giải bóng đá, được phân chia như sau:
- Hạng nhất (Elite One) – 14 đội
- Hạng nhì (Elite Two) – 14 đội

Dưới hai hạng đấu cao nhất là các giải khu vực được tham gia bởi nhiều câu lạc bộ:
- Centre Division (Championnat Régional du Centre) – cho các câu lạc bộ ở Vùng Trung
- Littoral Division (Championnat Régional du Littoral) – cho các câu lạc bộ ở Vùng Duyên hải
- South Division (Championnat Régional du Sud) – cho các câu lạc bộ ở Vùng Nam
- Southwest Division (Championnat Régional du Sud-Ouest) – cho các câu lạc bộ ở Vùng Tây Nam
- West Division (Championnat Régional de l'Ouest) – cho các câu lạc bộ ở Vùng Tây
- East Division (Championnat Régional de l'Est) – cho các câu lạc bộ ở Vùng Đông
- Far North Division (Championnat Régional du Extrême-Nord) – cho các câu lạc bộ ở Vùng Viễn Bắc
- Adamawa Division (Championnat Régional de l'Adamaoua) – cho các câu lạc bộ ở Vùng Adamawa
- Northwest Division (Championnat Régional du Nord-Ouest) – cho các câu lạc bộ ở Vùng Tây Bắc
- North Division (Championnat Régional du Nord) – cho các câu lạc bộ ở Vùng Bắc

## Khác
| Câu lạc bộ                            | Thành phố  | Vùng      |
| ------------------------------------- | ---------- | --------- |
| Foudre Sportive d'Akonolinga          | Akonolinga | Trung     |
| Unisport FC                           | Bafang     | Tây       |
| Cosmos de Bafia                       | Bafia      | Trung     |
| Foundation Rapheal Foe FC             | Douala     | Duyên hải |
| RC Bafoussam                          | Bafoussam  | Tây       |
| Fovu Club                             | Baham      | Tây       |
| National Polytechnic Bambui FC        | Bambui     | Tây Bắc   |
| FC Bamenda                            | Bamenda    | Tây Bắc   |
| PWD Bamenda                           | Bamenda    | Tây Bắc   |
| Yong Sports Academy FC                | Bamenda    | Tây Bắc   |
| Feutcheu FC                           | Bandjoun   | Tây       |
| Panthère Sportive du Ndé FC           | Bangangté  | Tây       |
| Sable FC                              | Batié      | Tây       |
| Avenir FC                             | Bertoua    | Đông      |
| AS Cetef de Bonabéri                  | Bonabéri   | Duyên hải |
| Mount Cameroon FC                     | Buéa       | Tây Nam   |
| Association Sportive Matelots         | Douala     | Duyên hải |
| Botafogo FC de Douala                 | Douala     | Duyên hải |
| Caïman Akwa Club Douala               | Douala     | Duyên hải |
| Cameroon Douala                       | Douala     | Duyên hải |
| CNIC-UIC de Douala                    | Douala     | Duyên hải |
| Douala Athletic Club 2000             | Douala     | Duyên hải |
| Dynamo Douala                         | Douala     | Duyên hải |
| Kadji Sports Academy                  | Douala     | Duyên hải |
| Les Astres FC de Douala               | Douala     | Duyên hải |
| New Star FC de Douala                 | Douala     | Duyên hải |
| Oryx Club de Douala                   | Douala     | Duyên hải |
| US Douala                             | Douala     | Duyên hải |
| Aigle Royal de la Menoua              | Dschang    | Tây       |
| FC International Lion Ngoma d'Ebolowa | Ebolowa    | Nam       |
| Coton Sport FC                        | Garoua     | Bắc       |
| Roumdé Adjia FC                       | Garoua     | Bắc       |
| Espérance FC                          | Guider     | Bắc       |
| Santos FC de Koza                     | Koza       | Viễn Bắc  |
| Luanvi FC                             | Kumba      | Tây Nam   |
| Kumbo Strikers FC                     | Kumbo      | Tây Bắc   |
| Njalla Quan Sport Academy             | Limbé      | Tây Nam   |
| Union Mouvément Sportif of Loum       | Loum       | Duyên hải |
| Sahel FC de Maroua                    | Maroua     | Viễn Bắc  |
| Scorpion FC de Mbé                    | Mbé        | Bắc       |
| Bamboutos FC de Mbouda                | Mbouda     | Tây       |
| APEJES FC de Mfou                     | Mfou       | Trung     |
| Olympic Mvolyé                        | Mvolyé     | Trung     |
| Girondins de Ngaoundéré               | Ngaoundéré | Adamawa   |
| Jeneusse Star FC                      | Ngaoundéré | Adamawa   |
| Ngaoundéré University FC              | Ngaoundéré | Adamawa   |
| Renaissance FC de Ngoumou             | Ngoumou    | Trung     |
| Akon FC                               | Sangmélima | Nam       |
| Colombe Sangmélima                    | Sangmélima | Nam       |
| Mayo Rey FC de Tcholliré              | Tcholliré  | Bắc       |
| Tiko United FC                        | Tiko       | Tây Nam   |
| Danay FC                              | Yagoua     | Viễn Bắc  |
| Achille FC                            | Yaoundé    | Trung     |
| AS Lausanne de Yaoundé                | Yaoundé    | Trung     |
| Canon Sportif de Yaoundé              | Yaoundé    | Trung     |
| Cintra de Yaoundé                     | Yaoundé    | Trung     |
| Dragon Club Yaoundé                   | Yaoundé    | Trung     |
| Impôts FC                             | Yaoundé    | Trung     |
| Tonnerre Kalara Club de Yaoundé       | Yaoundé    | Trung     |

- Aigle Nkongsamba
- CPS de Bertoua
- Fédéral Sporting FC du Noun
- Prévoyance Yaoundé
- Renaissance de Meiganga
- Stade Bandjoun
- Union Sportive Abong-Mbang
- Diamant Yaoundé
- Epervier d'Ebolowa
- Colombe Sangmélima
- Dreams de Douala
- Lekie FC

## Hạng nhất
| Câu lạc bộ                  | Thành phố  | Vùng      |
| --------------------------- | ---------- | --------- |
| Les Astres de Douala        | Douala     | Duyên hải |
| Caïman de Douala            | Douala     | Duyên hải |
| Canon de Yaoundé            | Yaoundé    | Trung     |
| Coton Sport FC              | Garoua     | Bắc       |
| AS Lausanne de Yaoundé      | Yaoundé    | Trung     |
| Panthère Sportive du Ndé FC | Bangangté  | Tây       |
| Renaissance de Ngoumou      | Ngoumou    | Trung     |
| Sable de Batié              | Batié      | Tây       |
| Scorpion de Bé              | Garoua     | Bắc       |
| Tiko United FC              | Tiko       | Tây Nam   |
| US Douala                   | Douala     | Duyên hải |
| Unisport FC                 | Bafang     | Tây       |
| Université de Ngaoundéré    | Ngaoundéré | Adamawa   |
| Young Sports Academy        | Bamenda    | Tây Bắc   |

## Hạng nhì
| Câu lạc bộ                | Thành phố | Vùng      |
| ------------------------- | --------- | --------- |
| Fovu Club                 | Baham     | Tây       |
| AS Matelots FC            | Douala    | Duyên hải |
| Roumdé Adjia FC           | Garoua    | Bắc       |
| Apejes FC                 | Mfou      | Trung     |
| Achille FC                | Yaoundé   | Trung     |
| Njala Quan Sports Academy | Limbe     | Tây Nam   |
| Sahel FC                  | Maroua    | Viễn Bắc  |
| Tonnerre Kalara Club      | Yaoundé   | Trung     |
| Douala AC                 | Douala    | Duyên hải |
| Avenir FC                 | Bertoua   | Đông      |
| Aigle Royal de la Menoua  | Dschang   | Tây       |
| CNIC UIC de Douala        | Douala    | Duyên hải |
| Mayo Rey FC de Tcholliré  | Tcholliré | Bắc       |
| Santos de Koza            | Koza      | Viễn Bắc  |